# Season of Mist
Season of Mist és un segell i distribuïdor discogràfic independent amb filials a França i als Estats Units. El segell discogràfic va ser fundat l'any 1996 per Michael S. Berberian a Marsella, França. Des del principi publicant discos de black metal, pagan metal i death metal, el segell va passar a llançar també àlbums de metall avantguardista, metall gòtic i bandes de punk. El segell té dues oficines, una a Marsella, França i una a Filadèlfia, Pennsilvània.

## Música
Des del principi, Season of Mist es va centrar a llançar discos de metall més extrem de bandes estilísticament diverses com Oxiplegatz, Bethzaida i Kampfar. Amb la signatura de les llegendes noruegues Mayhem el 1999, el perfil del segell va canviar clarament cap al black metal i va atreure artistes de renom internacional com Carpathian Forest, Rotting Christ, Arcturus i Solefald, amb aquests dos últims representant un marcat costat progressista i avantguardista de Season of Mist.
Tot i que es va mantenir a prop de les seves arrels de black metal amb la creació de la divisió Season of Mist Underground Activists el 2007, el segell va ampliar el seu ventall musical i va afegir a la seva llista bandes de black, death, doom (Saint Vitus ) i thrash metal, death metal progressiu (Morbid Angel, Cynic, Atheist, Gnostic, Gonin-ish), sludge (Kylesa, Outlaw Order Black Tusk ), metall industrial (Genitorturers, The CNK, Punish Yourself ), hard rock (Ace Frehley), rock gòtic (Christian Death), mathcore (The Dillinger Escape Plan, Psykup), garage rock (1969 Was Fine), groove metal (Dagoba, Eths, Trepalium, Black Comedy) i metalcore (Eyeless, The Arrs).

## Història
Season of Mist es va formar l'any 1996, mentre el fundador Michael S. Berberian estava completant les seves beques en "International Economics Sciences" inicialment, segons Berberian, per evitar el servei militar nacional obligatori a França. Des de la seva graduació, el segell s'ha convertit en una feina a temps complet per a Michael i ha aconseguit un creixement constant amb Season of Mist que ara dona feina a 20 membres del personal. L'any 2002 Season of Mist també va començar com a distribuïdora per al territori francès, que inclou altres segells de metall com Spinefarm Records o Napalm Records. a la seva llista.
El nom de Season of Mist prové de The Sandman: Season of Mists, que al seu torn prové de la frase inicial de "To Autumn" de John Keats.

## Llistat de bandes
- 1349
- ABBATH
- Alkaloid
- Altarage
- Anciients
- Archspire
- Atheist
- Auðn
- Baptism
- Barishi
- Benighted
- Beyond Creation
- Bizarrekult
- Black Tusk
- Black Cobra
- Cannabis Corpse
- Carach Angren
- The Casualties
- Chaostar
- Cloak
- Complete Failure
- Craft
- Crippled Black Phoenix
- Darkspace
- Deathspell Omega
- Defiled
- Départe
- Der Weg einer Freiheit
- Deströyer 666
- Disperse
- Dodecahedron
- Drudkh
- Earth Electric
- Emptiness
- Endstille
- Engel
- Enthroned
- Esben and the Witch
- Esoteric
- Eternal Gray
- Eths
- Foscor
- Funeral
- Gaahls Wyrd
- Gaerea
- Garmarna
- George Kollias
- Gonin-ish
- Gorguts
- Grave Desecrator
- The Great Old Ones
- Hark
- Hate Eternal
- Hegemon
- Heilung
- Hell Militia
- Hierophant
- Hooded Menace
- Imperium Dekadenz
- Impure Wilhelmina
- Incantation
- KEN Mode
- Kontinuum
- Leng Tch'e
- The Lion's Daughter
- Mark Deutrom (ex-Melvins)
- Mayhem
- Merrimack
- Misery Index
- Necronomicon
- Necrowretch
- Necrophagia
- Ne Obliviscaris
- Nidingr
- Nightbringer
- Nightmarer
- Nocturnal Graves
- Numenorean
- Obsidian Kingdom
- Replacire
- Revenge
- Ritual Killer
- River Black
- Rotten Sound
- Rotting Christ
- Saint Vitus
- Sarah Longfield
- Septicflesh
- Shape of Despair
- Sinistro
- Skuggsjá
- Shining
- Sólstafir
- Sons of Balaur
- Strigoi
- Sylvaine
- This Gift Is A Curse
- Thy Catafalque
- Tsjuder
- Ulsect
- Venomous Concept
- Vévaki
- Vipassi
- Virvum
- Voyager
- Vulture Industries
- Weedeater
- Wildlights
- Windswept
- Withered
- Wormed
- Zhrine
- Zuriaake

## Llista nord-americana
Les bandes van signar un acord de llicència amb Season of Mist per al seu llançament exclusiu a Amèrica del Nord.
- Abysmal Dawn⁣ - death metal nord-americà
- Astarte - metall negre grec
- Beherit - metall negre finlandès
- Deathspell Omega - metall negre francès
- Dying Fetus – death metal nord-americà
- Eluveitie⁣ - folk metal suís
- Enslaved⁣ - black metal progressiu noruec
- Finntroll - black metal folk finlandès
- Forgotten Tomb - metall negre italià
- Legion of the Damned⁣ - thrash metal holandès
- Moonsorrow – black metal folk finlandès
- Reverend Bizarre - Doom metal finlandès
- Sadist - death metal tècnic italià
- Shape of Despair - Doom metal funerari finlandès
- Shining - metall negre suec
- Sopor Aeternus - ona fosca alemanya
- The Gathering⁣ - roca atmosfèrica holandesa
- To Separate the Flesh from the Bones - Grindcore finlandès
- Within Temptation - metall gòtic holandès

## Segells distribuïts
Cases discogràfiques distribuïdes a França per Season of Mist.
- Accession Records
- Ad Noiseam
- Agonia Records
- Agua de Annique
- Alfa Matrix
- Ant-Zen
- Anticulture
- Ark Records
- Audioglobe
- Aura Mystique
- Avantgarde Music
- Basement Apes Records
- Black Flames
- Black Lotus Records
- Black Mark Production
- Black Rain/Noitekk
- Bones Brigade Records
- Candlelight Records
- Cargo Records
- Code 666
- Cold Meat Industry
- Cold Spring
- Cruz del Sur
- Cyclic Law
- Cyclone Empire
- D8k Prod
- Danse Macabre
- Deadrock Industry/Customcore
- Deaf Dumb Blind|Deaf & Dumb Music
- Debemur Morti
- Demolition Records
- dependent
- Displeased Records
- Divine Comedy
- Drakkar Entertainment
- Dream Catcher
- Favored Nations
- Firebox Records
- GMR Music
- Great Dane Records
- GSR Records
- Hall of Sermon
- I For Us
- I Hate records
- La Chambre Froide
- Lifeforce Records
- M-Tronic
- Magic Circle Music
- Massacre Records
- Masterpiece Records
- Metal Blade/Silverdust
- Metal Mind Productions
- Metropolis Records
- Morbid Records
- Moribund Records
- Music Avenue
- Napalm Records
- Norma Evangelium Diaboli
- Northern Silence
- Bloodline/Minuswelt/Dancing Ferret/Pandaimonium
- Optical Sound
- Out of Line
- Painkiller Records
- People Like You
- Prikosnovénie
- Prophecy Productions
- Psychonaut Records
- Pulverised Records
- Rage of Achilles
- Repo Records
- Scarlet Records
- Sepulchral Production
- Several Bleeds/Rupture Music
- Shunu Records
- Sound Pollution
- Spinefarm
- Suburban Records
- Supernal Music
- Target Records
- Tatra Productions
- Tesco Organisation
- The End Records
- Trendkill Records
- Twilight Vertrieb
- Underclass
- Virusworx
- Cornelius Jakhelln